# 路德维希斯费尔德
路德维希斯费尔德（德語：Ludwigsfelde，發音：[ˌluːtvɪçsˈfɛldə] ⓘ）是德国勃兰登堡州泰尔托-弗莱明县的城市，面积109.98平方千米，2023年12月31日人口为29,441人。